# Cremastus dalmatinus
Cremastus dalmatinus là một loài tò vò trong họ Ichneumonidae.